# USS LST-466
O USS LST-466 foi um navio de guerra norte-americano da classe LST que operou durante a Segunda Guerra Mundial.